# 블러드 레드 스카이
블러드 레드 스카이(Blood Red Sky)는 독일에서 제작된 피터 쏘워스 감독의 2021년 공포 영화이다. 페리 보위마이스터 등이 주연으로 출연하였다. 넷플릭스를 통해 2021년 7월 23일 개봉하였다.

## 출연

### 주연
- 페리 보위마이스터
- 알렉산더 슈어